# 双胞胎
双胞胎（そうほうたい、Shuangbaotai）は、福州市で一般的な甘味のある揚げパンである。台湾でもストリートフードとして食べられる。内部に気泡が大きく入り、外側がカリカリしている。2つのパン生地の小片を捩じってから揚げることで、一部がばらけたような形になる。

## 名前
2つのパン生地を結合双生児のように捩じって作ることから、標準中国語では、「双子」を意味する雙胞胎と呼ばれる。台湾語では、その形から「馬の蹄のケーキ」という意味の馬花糋と呼ばれる。また、台湾でも双子を意味する雙生仔と呼ばれることもある。

## 販売
台湾では、小吃の一種として、露天商により露店や夜市で販売される。通常のレストランやパン屋では見られない。

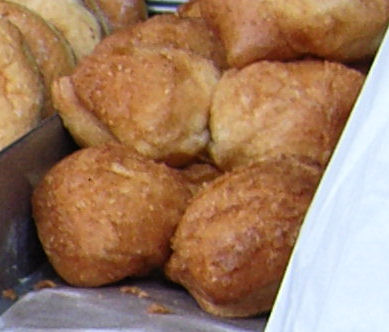
露店で小吃として販売される双胞胎

### 他の中国の揚げパン
- 咸煎餅（中国語版）
- 牛脷酥
- 油条